# 빌하

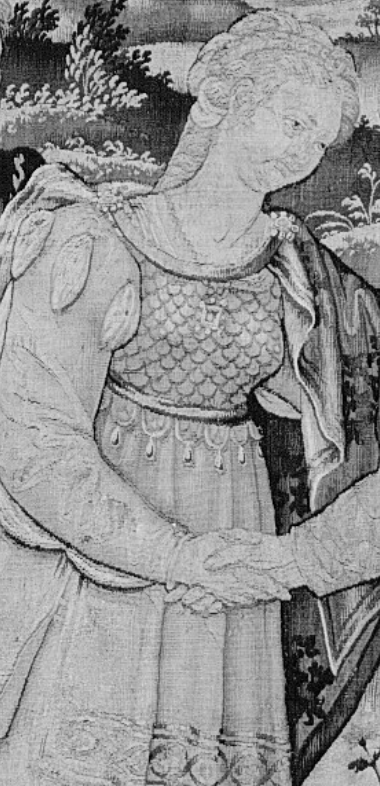

빌하(Bilhah, בִּלְהָה "무심한", 표준 히브리어: Bilha, Tiberian 히브리어: Bīlhā)는 창세기에 언급된 여성이다. 창세기 29장 29절은 그녀를 라반의 여종(שִׁפְחָה)으로 묘사하는데, 그는 라헬이 야곱과 결혼할 때 여종으로 라헬에게 주어졌다. 라헬이 자식을 낳지 못하자 야곱에게 빌하를 아내로 주어 자식을 낳게 했다. 빌하가 두 아들을 낳았는데 라헬이 자기 것이라고 주장하고 이름을 단과 납달리라고 지었다. 창세기 35장 22절은 빌하를 야곱의 첩 필레게시라고 명시적으로 부른다. 레아가 자기의 출산이 멈춤을 보고 자기 시녀 실바를 취하여 야곱에게 아내같이 주어 자식을 낳게 했다.
나프탈리의 외경 성서는 빌하와 실바의 아버지가 루테우스(Rotheus)로 명명되었다고 말한다. 그는 포로로 끌려갔지만 라헬과 레아의 아버지인 라반에 의해 구출되었다. 라반은 로테우스에게 소녀의 어머니인 유나라는 아내를 주었다. 한편, 초기 랍비 논평 피르케이 데 랍비 엘리에제르(Pirkei De-Rabbi Eliezer) 및 기타 랍비 출처(미드라시 라바 및 기타)에서는 빌하와 실바도 라반의 첩을 통해 라반의 딸이었으며, 이로 인해 라헬과 레아의 이복 자매가 되었다고 말한다.
빌하는 티베리아스의 족장의 무덤에 묻혔다고 고한다.
역대기에서 시므이의 형제들은 다윗 통치 이전에 빌하라는 성읍과 그 주변 지역에 살았다고 한다.